# Brandyn Curry
Brandyn Curry (Huntersville, 2 ottobre 1991) è un ex cestista statunitense.

## Palmarès
- Campionato olandese: 2

Den Bosch: 2014-15
Donar Groningen: 2017-18
- Coppa d'Olanda: 1

Donar Groningen: 2018